# Orit Malka Strook
Orit Malka Strook (en hebreo: אוֹרִית מַלְכָּה סְטְרוֹק, nacida el 15 de marzo de 1960) es una política israelí. Se desempeña como Ministra de Asentamientos y Misiones Nacionales en el trigésimo séptimo gobierno sionista, es miembro de la Knéset por el Partido Sionista Religioso y sirvió como miembro de la Knéset por el partido Tkuma entre 2013 y 2015. 
Es una de los líderes de los colonos sionistas judíos de la ciudad palestina de Hebrón (bajo ocupación israelí) y fundó la organización no gubernamental israelí "Organización de Derechos Humanos de Judea y Samaria", que dirigió entre 2004 y 2012.

## Biografía
Orit Cohen (más tarde Strook) nació en una familia de abogados de Jerusalén. Su segundo nombre, Malka, le fue dado en memoria de su abuela, la poetisa judía húngara Mária Kecskeméti. Tiene 11 hijos y 12 nietos. 
Estudió en la escuela secundaria de la Universidad Hebrea. A finales de la década de 1970, mientras estaba en el undécimo grado, fue volviéndose gradualmente más religiosa y acabó abrazando el judaísmo ortodoxo. Durante ese período, comenzó a estudiar en una organización sionista religiosa y en la Yeshivá Majón Meir.
Poco después, se casó con Avraham Strook, alumno del rabino Haim Drukman. La joven pareja vivió brevemente en el asentamiento israelí de Yamit, en la península del Sinaí egipcio que Israel había ocupado.
En 1982, después de la devolución del Sinaí a Egipto como parte de los términos del Tratado de paz egipcio-israelí de 1979, Yamit fue evacuado, por lo que Strook y su familia se unieron a la comunidad de colonos judíos ortodoxos de Hebrón. 
Después de que la Tumba de los Patriarcas se cerrara para la oración judía tras la masacre de Hebrón de 1994, llevada a cabo por Baruch Goldstein, colono israelí-estadounidense y miembro del grupo ultraderechista israelí Kach, fue elegida jefa del "Comité de Mujeres para la Cueva" (ועד נשים למען המערה) y trabajó para convencer al sistema político para reabrir la cueva a los visitantes judíos. 
Desde el año 2000, dirige el departamento jurídico-político de la Organización de Colonos Judíos en Hebrón. 
En 2002 fundó la Organización de Derechos Humanos de Judea y Samaria después de que el gobierno israelí evacuara a los colonos de Livnat Ozeri y a sus cinco hijos de la Colina 26, cerca del asentamiento sionista de Kiryat Arba.
En 2007, su hijo, Zvi, fue declarado culpable de abusar de un niño palestino y de matar a una cabra, por lo que fue sentenciado a 30 meses de prisión. En respuesta al fallo, Strook dijo que "a diferencia del Tribunal, que prefirió creer a los testigos árabes, nosotros estamos seguros de la inocencia de Zvi y dolidos por el éxito de sus enemigos y lo ayudaremos a afrontar la difícil sentencia que se le impuso".
Desde 2013 reside en Avraham Avinu (Hebrón), asentamiento israelí de la Cisjordania ocupada. 

### Carrera política
En las elecciones de 2006, ocupó el decimotercer lugar en la lista conjunta de la Unión Nacional y el Partido Nacional Religioso (Mafdal), pero no logró ganar escaño ya que la alianza sólo obtuvo nueve escaños. 
En las elecciones de 2013, fue elegida miembro de la Knéset como parte del partido La Casa Judía. Estaba entre los opositores más vehementes de la Knéset al reconocimiento de los movimientos no ortodoxos del judaísmo. 
En las elecciones de 2015, ocupó el decimotercer lugar en la lista de su partido y perdió el escaño cuando su partido se redujo a ocho escaños. 
En las elecciones de 2021, ocupó el quinto lugar en la lista del Partido Sionista Religioso del judío Bezalel Smotrich y regresó a la Knéset, ya que la alianza obtuvo seis escaños. 

## Controversias
En diciembre de 2022, Strook dijo que los médicos podían negarse a tratar a homosexuales si entraba en conflicto con sus creencias religiosas judías ortodoxas.
En abril de 2025, su hija Shoshana presentó una denuncia policial en Italia acusando a sus padres y a un hermano de agredirla sexualmente de pequeña. Posteriormente, regresó a Israel y presentó otra denuncia ante la policía israelí. La investigación de la Unidad Anticorrupción Lahav 433 fue objeto de secreto de sumario, por lo que se prohibió a los medios de comunicación israelíes publicar más detalles o incluso mencionar que los cargos se dirigían contra la ministra Strook. Shoshana Strook denunció que sus dos padres filmaron «rituales sexuales», explotándola y distribuyendo los vídeos como pornografía infantil.